# مجرة الحوت أ
مجرة الحوت أ A ( Psc A ) هي مجرة قزمة .، موجودة في فراغ ، وهي تقع في الفراغ المحلي ، بالقرب من برج الحوت ب ؛ وهي في كوكبة الحوت . تبعد نحو 18.4 مليون سنة ضوئية (5.64 ميغا فرسخ ) عن الأرض. تم اكتشاف تلك المجرة القزمة بواسطة مرصد WIYN . منذ حوالي 100 مليون سنة ، بدأت المجرة في الخروج من الفراغ إلى منطقة الخيوط (المجرية) المحلية وبيئة سحب الغازات الأكثر كثافة. أدى هذا إلى مضاعفة معدل تشكل النجوم. 

## اقرأ أيضا
- مجرة الحوت ب
- بيتا الحوت نجم

## للقراءة المتعمقة
- Carignan، C؛ Libert، Y؛ Lucero، D. M؛ Randriamampandry، T. H؛ Jarrett، T. H؛ Oosterloo، T. A؛ Tollerud، E. J (2016). "HI observations of two new dwarf galaxies: Pisces A and B with the SKA Pathfinder KAT-7". Astronomy & Astrophysics. ج. 587: L3. arXiv:1601.00494. Bibcode:2016A&A...587L...3C. DOI:10.1051/0004-6361/201527910.